# Smallfield
Smallfield är en by i Surrey i England. Orten har 3 804 invånare (2001).